# La Nouvelle Guerre des mondes
Pour les articles homonymes, voir La Guerre des mondes (homonymie).
La Nouvelle Guerre des mondes (War of the Worlds) est une série télévisée américano-canadienne en 43 épisodes de 45 minutes, créée par Greg Strangis, diffusée du 10 octobre 1988 au 14 mai 1990 en syndication. Elle constitue une suite au film La Guerre des mondes de 1953, reprenant aussi des éléments de l'adaptation radiophonique d'Orson Welles et du livre original de H. G. Wells.
Cette série est inédite dans les pays francophones sauf dans les sorties VHS dans votre vidéoclub en 1989.

## Synopsis
Les humains doivent de nouveau affronter les mêmes envahisseurs extra-terrestres qu'ils avaient déjà battu dans les années 50. En effet, ceux-ci étaient alors rentrés en hibernation, mais ils viennent de se réveiller…

## Distribution

### Acteurs principaux
- Jared Martin : Dr Harrison Blackwood
- Lynda Mason Green : Dr Suzanne McCullough
- Philip Akin : Norton Drake
- Richard Chaves : Lt. Col. Paul Ironhorse
- Rachel Blanchard : Debi McCullough
- Adrian Paul : John Kincaid
- Denis Forest : Malzor
- Catherine Disher : Mana
- Julian Richings : Ardix

### Invités
- Ann Robinson : Sylvia van Buren
- Colm Feore : Leonid Argochev
- John Colicos : Quinn
- Alex Carter : un alien
- Keram Malicki-Sánchez : Ceeto
- John Vernon : Général Wilson
- Jill Hennessy : Patty
- Patrick Macnee : Valery Kedrov
- Greg Morris : apparition
- Jeff Corey : apparition
- John Ireland : apparition
- James Hong : apparition
- Mia Kirshner : apparition

## Récompenses
Nominations
- Saturn Award :
  - Nomination au Saturn Award de la meilleure série 1990